# Nazisploitation

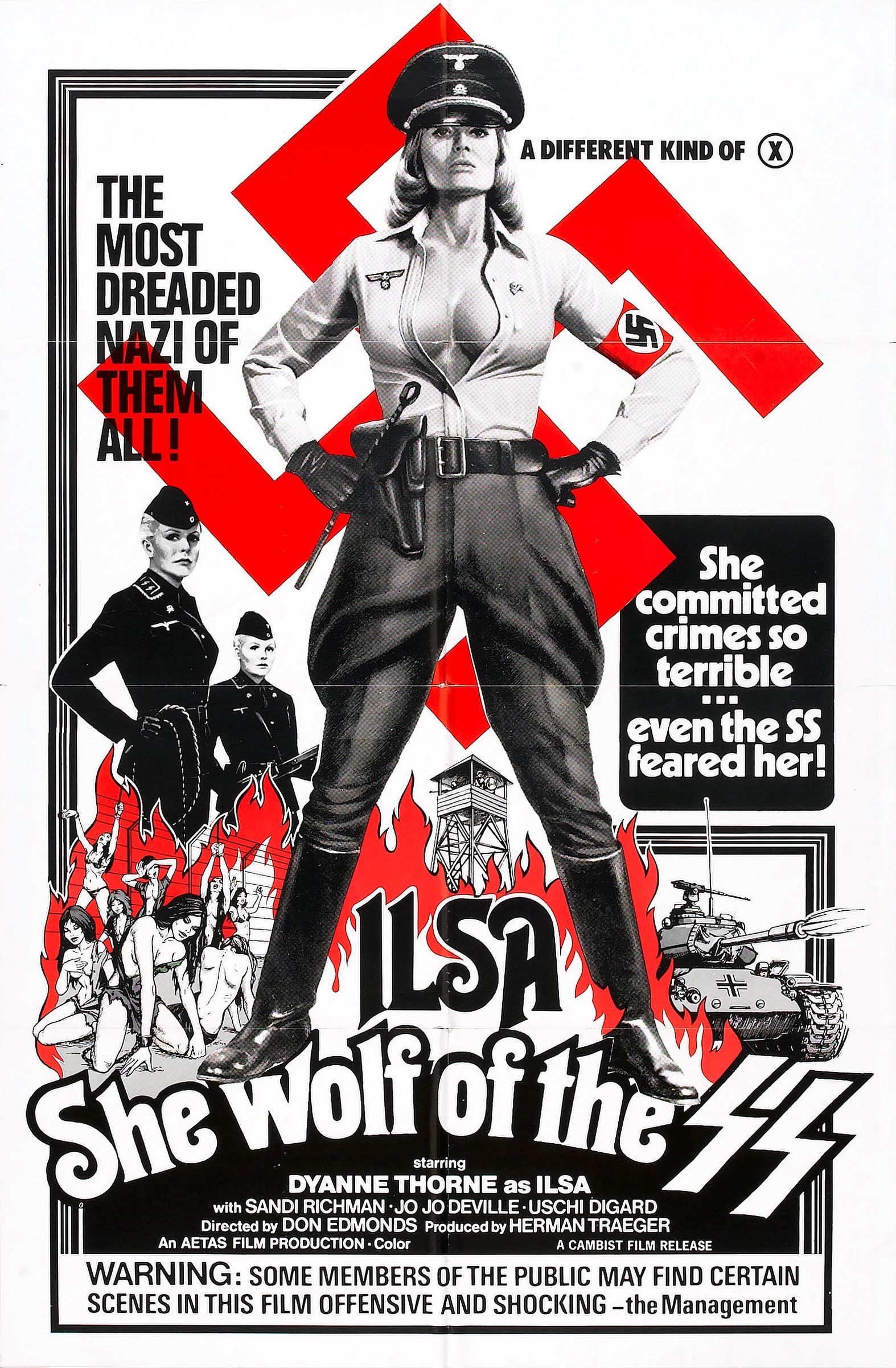
Il poster di Ilsa la belva delle SS, considerato un capostipite del filone della nazisploitation

La nazisploitation è un sottogenere dell'exploitation e della sexploitation che ha come protagonisti sia politici sia ufficiali nazisti.

## Storia
Il fenomeno nacque probabilmente dall'unione delle caratteristiche tra i film sulla seconda guerra mondiale e i Women in prison film. Fusione tra immaginario sessuale e temi nazisti erano già temi trattati in Il generale del diavolo di Helmut Käutner, ma molte persone ritengono che l'inizio dell'epoca nazisploitation in Europa sia coincidente con l'uscita statunitense di Ilsa la belva delle SS (1975).
Quest'ipotesi è dunque parzialmente vera, ma il vero motivo per cui la nazisploitation si diffuse così tanto in Italia ed in Europa fu il fatto che il genere rappresentava per gli studios italiani un'opportunità di girare film horror a basso costo percorrendo un sentiero sino ad allora ignorato dal marketing - un'unione tra il film erotico e quello di guerra. I film italiani tuttavia erano molto diversi rispetto ad Ilsa sotto molti aspetti: focalizzano per esempio su aspetti estremi dello stupro o dell'omicidio (l'esempio più valido è La bestia in calore).

## Temi
La maggior parte dei film di nazisploitation sono ambientati in un campo di concentramento con protagoniste giovani ragazze. I torturatori erano quasi sempre donne o uomini ufficiali nazisti con uniformi da SS, con un accento di solito da falso tedesco, che spesso usavano gli "esperimenti" come scuse per fare della violenza fisica (questo aspetto venne probabilmente ispirato da figure come Josef Mengele, che testimoni affermano praticasse atroci esperimenti su cavie ebree). Nei film sono ricorrenti le scene di stupro o sequenze in cui le vittime ormai morte vengono mostrate nude. Il livello di violenza mostrato in questi film spesso raggiungeva il livello dei gore/splatter.
Eppure, molti dei film del genere non seguono i canoni della nazisploitation: si parla di Salon Kitty di Tinto Brass (1976) e Bordello a Parigi di José Bénazéraf (1978). Questi film di solito non vengono fatti rientrare nel genere e vengono qualificati più che altro nel sottogenere dei "film artistici". Sempre in questo sottogenere è doveroso ricordare Il portiere di notte di Liliana Cavani che traccia un motivo comune a moltissimi film di nazisploitation e che è considerato il capostipite di questa exploitation.

## Status di video nasty
Durante la prima metà degli anni ottanta, la nazisploitation giunse anche sul mercato inglese, resa popolare dal crescente mercato home video VHS. Dato che gli studi di Hollywood andavano sfruttando sempre più il nuovo formato, il genere venne affidato a piccole compagnie domestiche che andavano rifornendo gli scaffali con i nastri, denominati video nasty. Una piccola compagnia inglese, la GO Video, ottenne i diritti di un film italiano intitolato SS Experiment Camp. La compagnia intraprese una campagna pubblicitaria in cui veniva raffigurata una donna nuda dalla testa ai piedi, con una svastica che pendeva dalla sua vagina ed un esercito di SS che marciava sullo sfondo. I manifesti del film appesi nei videonoleggi divennero l'obiettivo di gruppi di protesta che decisero di far chiudere questi negozi e chiesero che il film venisse vietato. Dopo il Video Recordings Act, la maggior parte dei film di nazisploitation (etichettati come 'Nazi Nasties') divennero illegali nel Regno Unito.

## Filmografia
La pellicola più famosa del genere (e l'unica che stabilì i canoni del genere) è probabilmente Ilsa la belva delle SS (1975), una produzione statunitense, eppure molte nazioni europee, in particolare l'Italia, produssero un gran numero di pellicole del genere sino alla prima metà degli anni ottanta. Tra i registi più conosciuti del genere troviamo Luigi Batzella (La bestia in calore, 1977), Cesare Canevari (L'ultima orgia del III Reich, 1977) e Alain Payet (Train spécial pour Hitler, 1977).
- Camp 7 - Lager femminile (Love Camp 7), regia di Lee Frost (1969)
- Ilsa la belva delle SS (Ilsa, She Wolf of the SS) di Don Edmonds (1975)
- Lager SSadis Kastrat Kommandatur di Sergio Garrone (1976)
- Le deportate della sezione speciale SS di Rino Di Silvestro (1976)
- Liebes Lager di Lorenzo Gicca Palli (1976)
- SS Lager 5 - L'inferno delle donne di Sergio Garrone (1976)
- La svastica nel ventre di Mario Caiano (1976)
- Casa privata per le SS di Bruno Mattei (1977)
- Kaput Lager - Gli ultimi giorni delle SS di Luigi Batzella (1977)
- L'ultima orgia del III Reich di Cesare Canevari (1977)
- KZ9 - Lager di sterminio di Bruno Mattei (1977)
- Le lunghe notti della Gestapo di Fabio De Agostini (1977)
- La bestia in calore di Luigi Batzella (1977)
- La calda bestia di Spilberg (Helga, la louve de Stilberg) di Alain Payet (1977)
- Holocaust 2 - I ricordi, i deliri, la vendetta di Angelo Pannacciò (1980)